# Michael Foltynewicz
Michael Foltynewicz (né le 7 octobre 1991 à Sterling, Illinois, États-Unis) est un lanceur droitier de la Ligue majeure de baseball .

## Carrière

### Astros de Houston

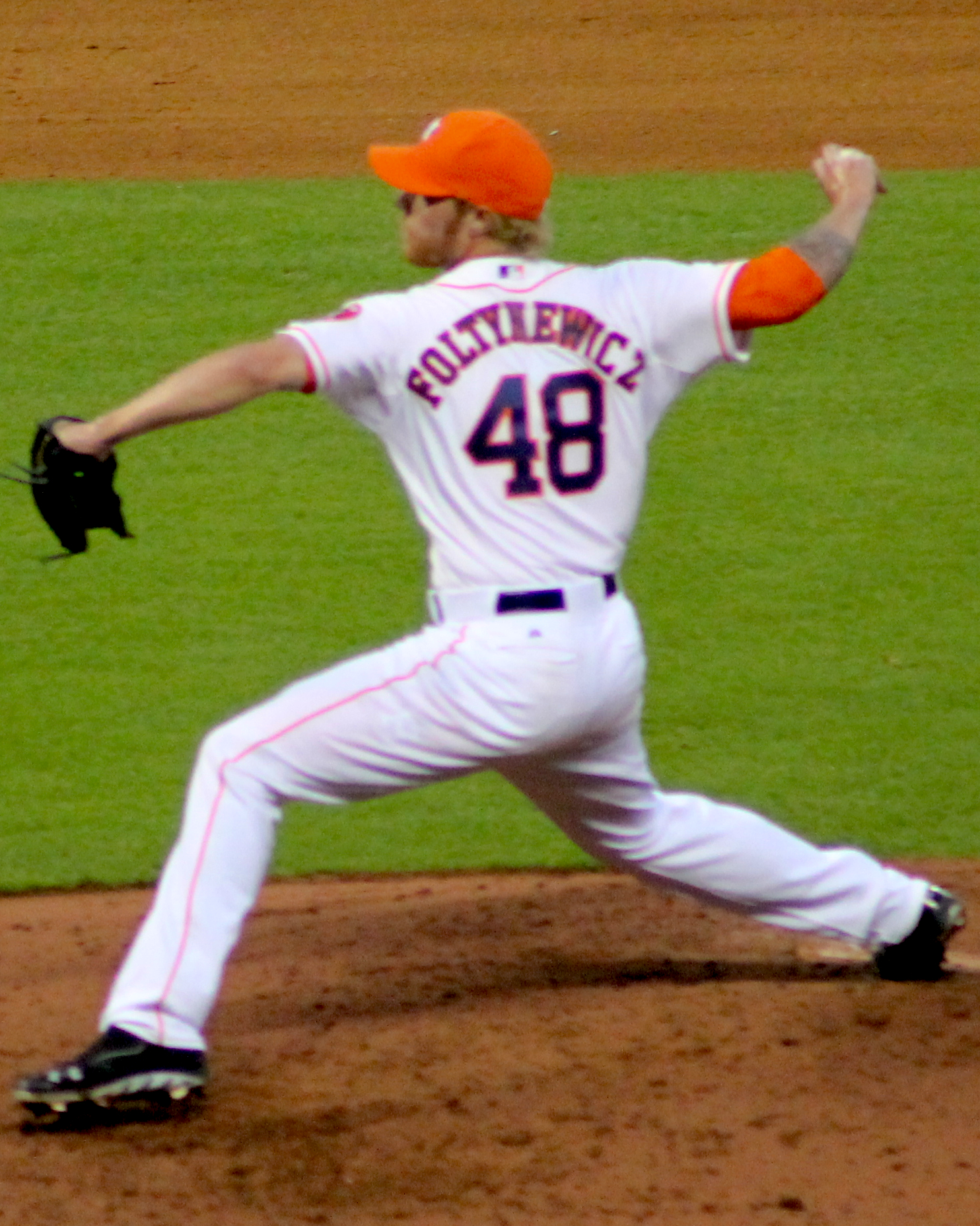
Michael Foltynewicz lance lors de son premier match dans le baseball majeur le 2 août 2014.

Joueur à l'école secondaire de Minooka en Illinois, Michael Foltynewicz est le choix de première ronde des Astros de Houston et le 19e joueur sélectionné au total lors du repêchage amateur de 2010. Il repousse une offre pour joindre l'Université du Texas et accepte le contrat proposé par les Astros, qui lui donnent une prime à la signature de 1,3 million de dollars. En 2012, il est nommé meilleur lanceur de l'année dans le réseau de filiales des Astros en ligues mineures. Au début 2014, il est classé par Baseball America au 59e rang des meilleurs joueurs d'avenir du baseball professionnel et 2e lanceur le plus prometteur parmi ceux appartenant aux Astros, après Mark Appel, leur premier choix au repêchage de 2013.
Habituellement lanceur partant, Michael Foltynewicz est rappelé pour la première fois des ligues mineures afin d'être lanceur de relève pour les Astros dans les deux derniers mois de la saison 2014. Il fait ses débuts dans le baseball majeur contre les Blue Jays de Toronto le 2 août 2014. Il affronte deux frappeurs, enregistrant les deux retraits dont celui de José Bautista sur 3 prises, et atteint 159 km/h avec sa balle rapide.

### Braves d'Atlanta
Avec deux joueurs des ligues mineures, le lanceur droitier Rio Ruiz et joueur de troisième but Andrew Thurman, Foltynewicz est le 14 janvier 2015 échangé aux Braves d'Atlanta en retour du receveur-voltigeur Evan Gattis et du lanceur droitier des ligues mineures James Hoyt.